# Лиепайская епархия (лютеранская)
Лиепайская епархия (лютеранская) — епархия Евангелическо-лютеранской церкви Латвии. Центр епархии находится в городе Лиепая.

## История
Решение о создании епархии принято на 22 Синоде церкви в июне 2006 года. Епархия распространяет свою юрисдикцию на территорию Курземе. Кафедральным собором избран храм Святой Троицы в Лиепае.
Территория епархии подразделена на шесть пробств.

## Епископы
- Бруверис, Павилс — с 4 декабря 2007 года[1] по 2016.
- Йонссон, Ханс — с 6 августа 2016 года[2] по настоящее время.